# Karaosmanoğlu, Yerköy
Karaosmanoğlu là một xã thuộc huyện Yerköy, tỉnh Yozgat, Thổ Nhĩ Kỳ. Dân số thời điểm năm 2010 là 39 người.